# Se Ele Soubesse
"Se Ele Soubesse" é uma canção da dupla sertaneja brasileira Guilherme & Santiago em parceria com a cantora e compositora Marília Mendonça. Parte do álbum Perfume Novo, foi lançada como single em fevereiro de 2023.

## Composição
A música é da autoria de Matheus Di Padua e Miguel Di Padua e aborda um contexto do fim de relacionamento escondido, baseado em traição.

## Gravação
A canção foi gravada ao vivo em 25 de outubro de 2021, em Goiânia, no bar Tatu Bola. O show ocorreu 11 dias antes da morte de Marília Mendonça, a convidada. Por isso, "Se Ele Soubesse" se tornou a última canção gravada pela cantora em vida. Além de Marília, o projeto Perfume Novo reuniu participações de vários artistas e duplas, como Bruno & Marrone, Rionegro & Solimões e Lauana Prado.
A gente sempre ouvia aquela música e já imaginava o artista, assim foi com todas as participações. Todas as músicas tiveram a personalidade de cada artista. A da Marília foi uma das primeiras a ser escolhida e a gente já imaginava Marília Mendonça, coisa de energia mesmo. A gente chamou ela por Whatsapp. Ela, toda feliz e contente, respondeu de pronto, que era uma honra pra ela. Foi uma honra pra nós também— Santiago, em entrevista ao Metrópoles.
Em novembro de 2022, no aniversário de um ano da morte da cantora, a dupla divulgou um trecho da faixa, e seu lançamento inicial foi programado para janeiro de 2023.

## Lançamento e recepção
"Se Ele Soubesse" foi lançada em 3 de fevereiro de 2023 como o single final do álbum Perfume Novo, com música e videoclipes disponibilizados na mesma data.